# الخرابة (الرضمة)

تعديل مصدري - تعديل

الخرابة هي إحدى قرى عزلة أزال بمديرية الرضمة التابعة لمحافظة إب، بلغ تعداد سكانها 498 نسمة حسب تعداد اليمن لعام 2004.